# Metallata fasciata
Metallata fasciata är en fjärilsart som beskrevs av Smith 1900. Metallata fasciata ingår i släktet Metallata och familjen nattflyn. Inga underarter finns listade i Catalogue of Life.